# Обесчещенная
«Обесчещенная» (англ. Dishonored) — шпионский художественный фильм Джозефа фон Штернберга, поставленный в 1931 году. Главные роли исполнили Марлен Дитрих и Виктор Маклаглен.

## Сюжет
Первая мировая война. Действие происходит в Австрии, в городе Вена. Мэри Колверер (Марлен Дитрих) — шпионка, агент австрийской контрразведки. Её кодовое имя «Агент Х-27». Мэри верно и преданно служит своему делу. Одно из заданий Мэри, определившее её дальнейшую судьбу, — обезвреживание русского разведчика полковника Кранау (Виктор Маклаглен). Это задание она достойно исполняет, но позже совершает роковую ошибку.

## В ролях
- Марлен Дитрих — Мэри Колверер
- Виктор Маклаглен — полковник Кранау
- Лью Коуди — полковник Коврин
- Густав фон Сейффертиц — начальник австрийской секретной службы
- Уорнер Оулэнд — полковник фон Хиндау
- Бэрри Нортон — молодой лейтенант